# Maoridrilus mauiensis
Maoridrilus mauiensis är en ringmaskart som beskrevs av Benham 1904. Maoridrilus mauiensis ingår i släktet Maoridrilus och familjen Acanthodrilidae. Inga underarter finns listade i Catalogue of Life.